# V357 Возничего
V357 Возничего (лат. V357 Aurigae) — одиночная переменная звезда в созвездии Возничего на расстоянии (вычисленном из значения параллакса) приблизительно 124964 световых лет (около 38314 парсеков) от Солнца. Видимая звёздная величина звезды — от менее +16,4m до +14,6m.

## Характеристики
V357 Возничего — красная пульсирующая переменная звезда, мирида (M:) спектрального класса M. Эффективная температура — около 3282 K.